# Salnau (Gemeinde Ulrichsberg)
Salnau ist eine Ortschaft in der Marktgemeinde Ulrichsberg im Bezirk Rohrbach in Oberösterreich.

## Geografie
Salnau liegt westlich von Ulrichsberg und ist über die Dreisesselbergstraße (L589) erreichbar. Im Ort zweigt die Holzschlager Straße (L1559) ab, die über Pfaffetschlag bis zum Skigebiet in Holzschlag führt. Am 1. April 2020 umfasste die Ortschaft 58 Adressen. Sie liegt in den Einzugsgebieten der Großen Mühl, des Klafferbachs und des Salnaubachs. Salnau ist Teil der 22.302 Hektar großen Important Bird Area Böhmerwald und Mühltal.

## Geschichte
Die Ansiedlung entstand vermutlich im 14. oder 15. Jahrhundert im Zuge Kolonialisierung des Böhmerwaldes, die zunächst von Bistum Passau ausging und ab dem 15. Jahrhundert vom Stift Schlägl vorangetrieben wurde.
Salnau wurde erstmals 1449 genannt, als Oswald, Richter zu Peilstein, „eine Wiese zu Salnau“ an das Stift Schlägl verkaufte.

## Kultur und Sehenswürdigkeiten

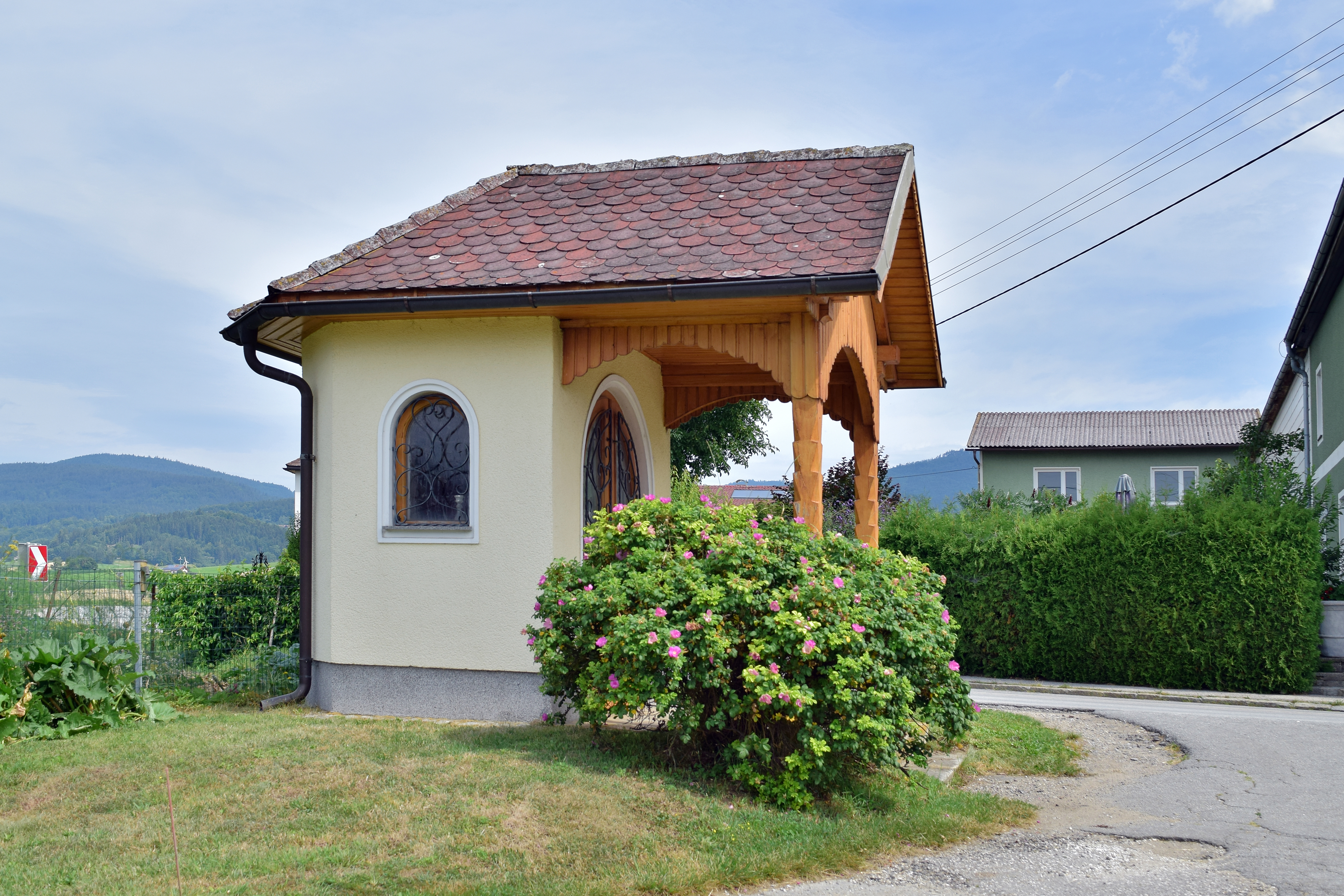
Nischenkapelle in Salnau

- Im Westen des Dorfangers steht eine Nischenkapelle mit einem Holzvorbau. In ihrem Inneren befindet sich eine aus dem dritten Viertel des 17. Jahrhunderts stammende Anna-selbdritt-Gruppe, die Johann Worath zugeschrieben wird.[6] Die Kapelle selbst wurde 1984 neu errichtet.[7]
- Die Salnauer Dorfmühle im Weiler Rading wurde im Jahr 1889 von 14 Salnauer Hausbesitzern erbaut. Vom Eidechsbach führt ein 300 Meter langer Wehrgraben zur Mühle. Nach dem Brand im Jahr 1940 wurde beim Wiederaufbau das Wasserrad durch eine Turbine ersetzt. Die Brotgetreideerzeugung wurde 1956 eingestellt. Bis 1988 wurde noch Getreideschrot für den Eigenbedarf erzeugt.[8]